# 白骨化

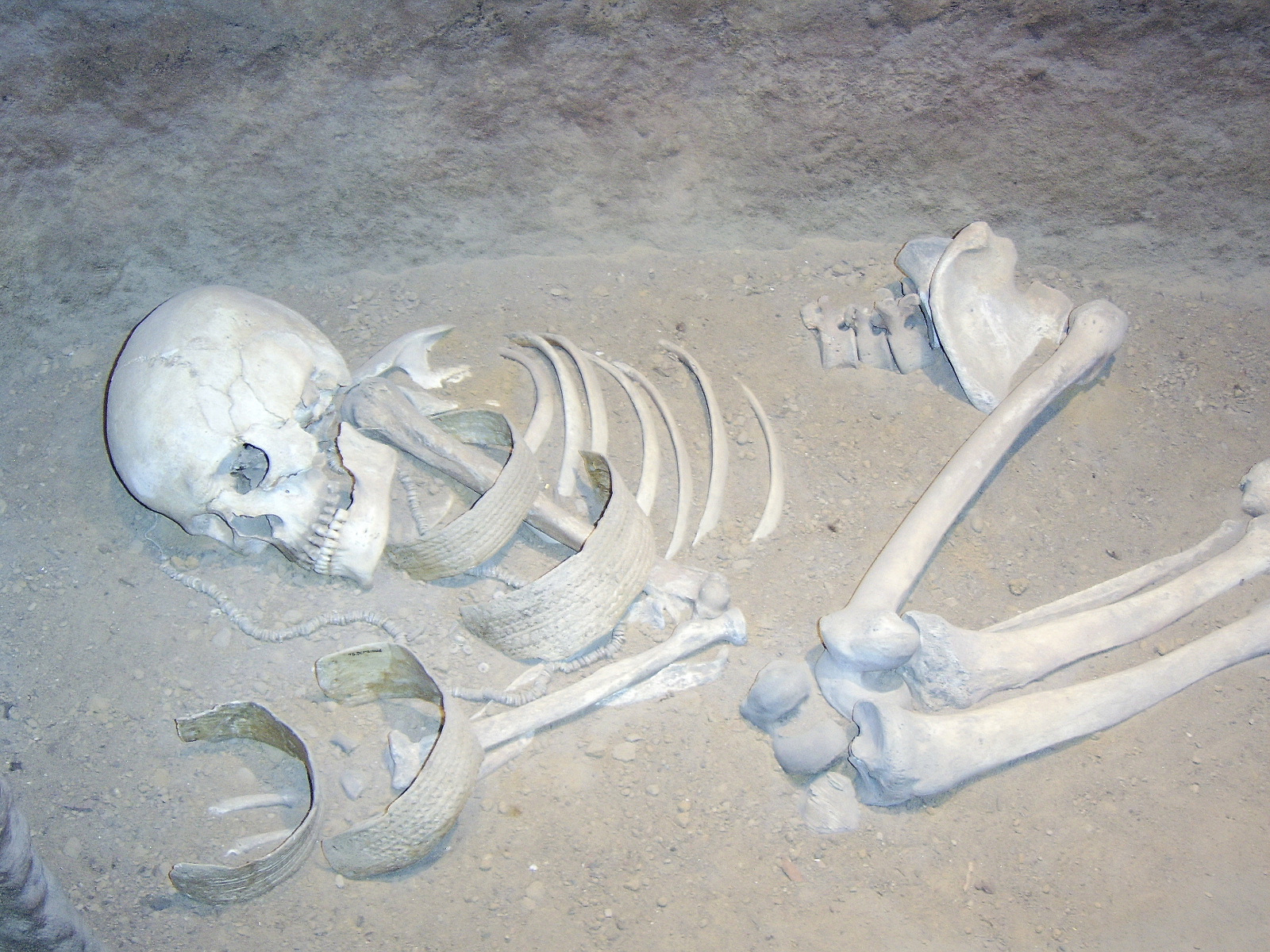
人間の白骨死体（埋葬されたもの）

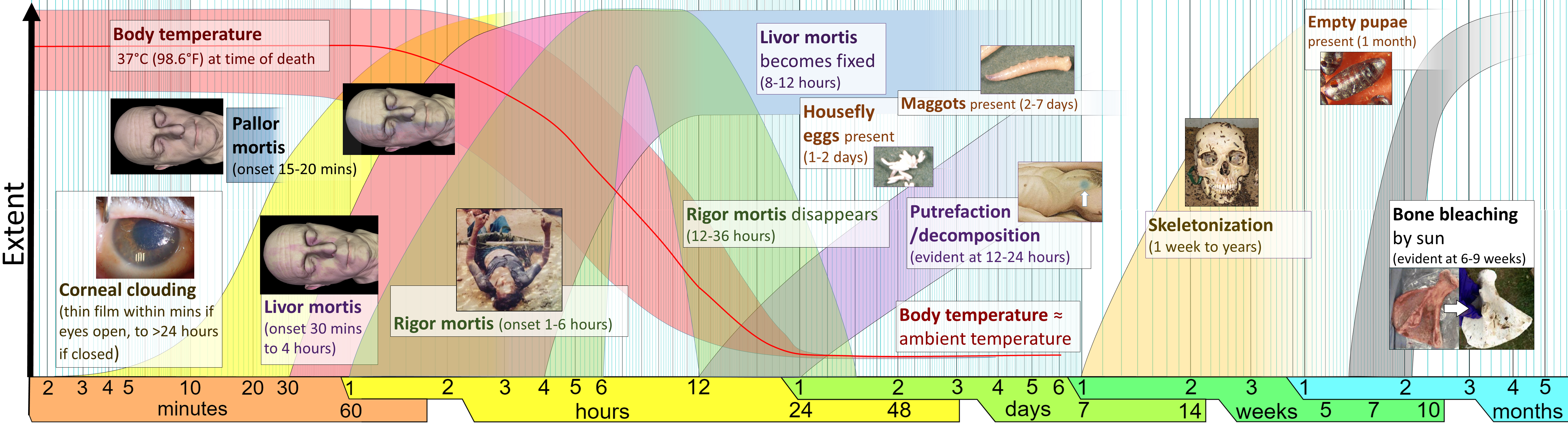
死後変化のタイムライン

白骨化（はっこつか）とは、硬い骨を持つ脊椎動物の死体が長期間放置され、腐食や風化をした結果、皮膚や筋肉、内臓などの組織の大半が抜け落ち、ほとんど骨格だけが残された状態のことである。海などの塩分濃度の高い水の中では白骨化が急速に進む。

## 所要時間
死体が白骨化するまでにかかる時間は、ヒトの場合、腐肉食動物による死体の損壊や周囲の環境にも強く影響されるが、地上に放置されていた場合、夏では1週間 - 10日、冬では数か月以上かかる。乾いた土中に埋められていた場合、大人で7 - 8年、水中では夏場で2週間、冬場では1か月で頭蓋骨の一部が露出する。
また、骨格標本を作るために意図的に死体を白骨化させる場合には、炭酸ナトリウム1%の水溶液につけて沸騰させないように煮込むと比較的短時間で白骨化させることができる。骨を傷めることなく、骨の中にある油や雑菌を取り除くことができるため、保存性が良くなる。そのほかの方法ではどうしても骨が傷むため、骨格標本には向かないことがある。
なお、「白骨化」と称されてはいるものの実際の色は必ずしも白くはなく、保存状態が悪く骨が傷んでいる場合や埋葬時期が古い場合は土のような色に変色してしまう（大河ドラマ『独眼竜政宗』で公開された伊達政宗の遺骨はクリーム色に近い色であった）。

## 状況

### 事件・事故死
白骨化は骨を持つあらゆる生物に当てはまる状態であるが、ニュースや新聞では特に、何らかの事件や事故に巻き込まれて行方不明になっていた人物が長期間発見されず、発見された時には骨だけ、あるいはそれに近い状態になっていたことを指して端的に白骨化という言葉を用いる。発見された遺体が白骨化していた場合、発見されなかった期間にもよるが、衣服や持ち物もすでに原形をとどめていなかったり、散逸していたりすることも多く、それらが身元を特定する手がかりになる可能性は低くなる。
殺人事件の場合など意図的に遺体がその場に遺棄されていた場合には、犠牲者の身元が特定されるのを恐れて犯人がほとんど裸に近い状態にしてしまったり、遺体の一部を切り取って別の場所に遺棄することもあるため、ますます身元の特定が困難になる。そういった場合、骨格の特徴から法医学による鑑定が行われたり、頭蓋骨あるいは上顎か下顎の一部があれば、法医学の一分野である法歯学による鑑定が行われたりしてきた。
遺棄された遺体は発見されなければ遅かれ早かれ確実に白骨化してしまい、白骨化した遺体から身元を特定することが困難になるばかりでなく、死因を特定することさえも困難になる。そのため、事件なのか事故なのかも判別できないうえ、骨に蓄積する毒物などが検出されなければ自殺なのか他殺なのかも特定できない。したがって、事件の露見を恐れて死体を隠蔽しようとする積極的な死体遺棄と死体損壊は極めて悪質な犯罪である。

### 戦没者
戦争や内戦などによって死亡した兵士や戦闘の巻き添えになった民間人の遺体が長らく回収されず、そのまま戦場で白骨化してしまうことがある。特に、異国で戦死した兵士の遺体の回収は絶望的であり、戦争が終わった後も戦場となった国が他国民の入国を拒んで遺骨収集がすぐには実現しないことも多い。敗戦した場合は戦場となった地域が他国の軍隊に占領されてしまい、もともと自国の領土であった場所でも遺骨収集のために立ち入ることができないことも珍しいことではない。状況が変わって遺骨収集が実現したときには遺骨が完全に散逸していたり、無数の遺骨が1か所に集められていたりして、どの骨が自分の家族のものなのかは知る術がない（数が多いため、長期間においてはDNA鑑定もままならない）ことがほとんどである。戦争では何百、何千、時には何万というおびただしい数の人が死亡するため、長期化を防ぐために1人1人について鑑定が行われることはまずない。

## 個人識別
骨格のかなりの部分が残っている場合は、骨格の様々な特徴から性別や年齢を判別できる。男性の骨は凹凸が多く、女性よりも筋力があるため、女性の骨よりも長く厚いという特徴がある。性別の判定には、性別判定式という数式から求めた値が限界値を超えた場合は男性と判断する方法もある。また、骨折が治癒した箇所は独特の隆起が見られるため、個人を特定する手がかりとなる。外科手術で骨髄内釘、骨螺子、骨接合プレートなどの治療器具が骨に取り付けられている場合は、特に重要となる。
また、古くから歯型や虫歯の治療痕などが手がかりにされてきた。歯牙から個人を特定する方法を研究する学問を法歯学と呼ぶ。近年ではDNA型鑑定も行われるようになり、骨からでもDNAを採取することもできるが、日本ではDNAのデータベースそのものが少ないため、DNAだけで個人を特定することは極めて困難である。その場合は主に親族のDNAと照合するという手段がとられるわけであるが、遺体の人物の身元にまったく手がかりがない場合、誰のDNAと照合すればいいのかもわからないため、DNA型鑑定が必ずしも身元特定の決定打とはならないこともある。